# Три орешка для Золушки
«Три орешка для Золушки» (чеш. Tři oříšky pro Popelku, нем. Drei Haselnüsse für Aschenbrödel) — киносказка производства Чехословакии и ГДР 1973 года.
Фильм снимался на чехословацкой киностудии «Баррандов» и восточногерманской киностудии ДЕФА. Натурные съёмки проходили в живописном месте Шумава, находящемся в западной части Чехии на границе с Баварией. Резиденцию короля снимали в немецком замке Морицбург недалеко от Дрездена, дом мачехи — в небольшом замке чешского города Швигова недалеко от Пльзеня. Съёмки проходили также в Моравии, в пригороде города Крнова, в частности — в церкви Рождества Пресвятой Богородицы (чеш. kostel Narození Panny Marie).

## Сюжет
Добрая волшебная сказка, подходящая как детям, так и взрослым. Очаровательная смешливая Золушка, с первого мимолётного взгляда влюбившаяся в принца, которой мешает сварливая мачеха, мечтающая выдать за него свою дочь Дору. И сам Принц — молодой, не желающий жениться повеса. Их встречу связывает чудо — волшебные орешки, подаренные Золушке конюхом Винцеком…
В основу была положена сказка братьев Гримм, известная в переложениях Божены Немцовой под названиями «О Золушке», «Про Золушку» и «Три сестры». Версия братьев Гримм отличается от более популярной версии Шарля Перро тем, что Золушка обретает своё счастье не с участием феи-крёстной, а при помощи волшебного орешника на могиле её матери (в фильме — с помощью трёх волшебных орешков).

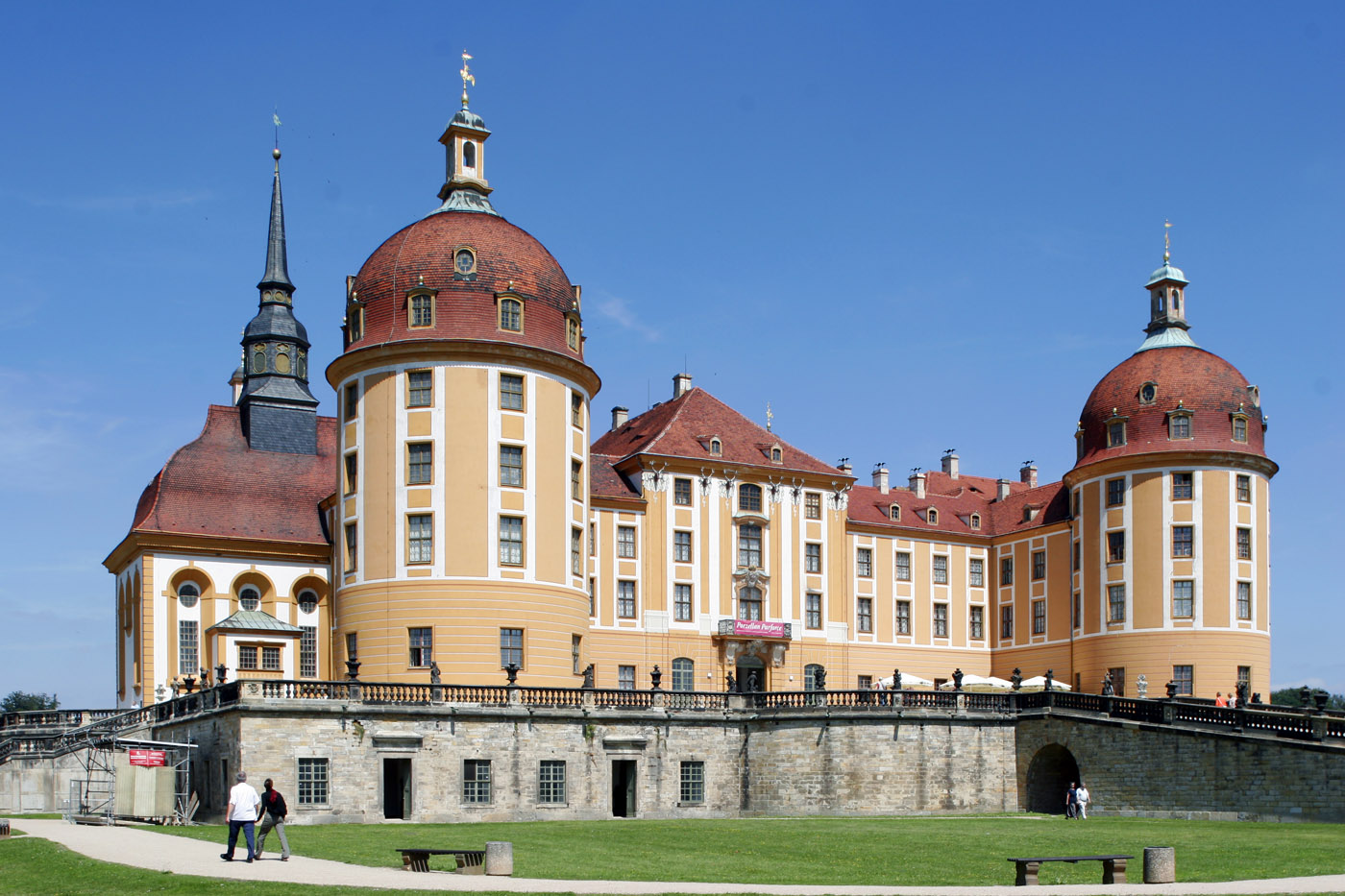
Замок Морицбург, в котором снимался дворец короля

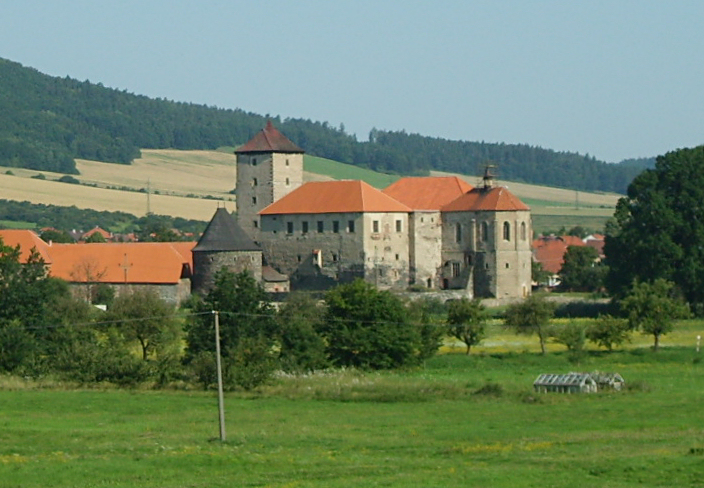
Замок Швигов, в котором снимался дом мачехи

## В ролях
| Роль                     | Актёр                | Озвучивание на чешском языке | Озвучивание на немецком языке |
| ------------------------ | -------------------- | ---------------------------- | ----------------------------- |
| Золушка                  | Либуше Шафранкова    |                              | Доротея Майсснер[de]          |
| Принц                    | Павел Травничек      | Петр Свойтка                 | Петер Ройсс[de]               |
| Мачеха                   | Карола Браунбок      | Ярослава Адамова             |                               |
| Дора, родная дочь мачехи | Даниэла Главачова    |                              | Иллелоре Кунерт[de]           |
| Король                   | Рольф Хоппе          | Отто Шиманек                 |                               |
| Королева                 | Карин Леш[de]        | Квета Фиалова                |                               |
| Презептор (наставник)    | Ян Либичек[cs]       |                              | Иван Мальре[de]               |
| Винцек, конюх            | Владимир Меншик      |                              | Курт Бёве                     |
| Охотник                  | Милош Ваврушка       |                              | Йоахим Папе[de]               |
| Камил, приятель принца   | Витезслав Яндак      |                              | Йоахим Зибеншух[de]           |
| Витек, приятель принца   | Ярослав Дрбоглав[cs] |                              | Герд Блаушек[de]              |
| Экономка                 | Мила Мысликова       |                              | Вальтраут Крамм[de]           |
| подмастерье, поварёнок   | Иржи Ружичка         |                              | Кармен-Мария Антони[de]       |
| принцесса Дробена        | Хелена Ружичкова     |                              |                               |
| королевский шут          | Иржи Критинарж       |                              |                               |
| шафер на ферме           | Ян Щусь              |                              |                               |
| Барборка                 | Илона Жироткова      |                              |                               |

## Воспоминания актёров и наследие
- Даниэла Главачова, исполнившая роль Доры, вспоминала спустя 30 лет после выхода сказки на большой экран: «Фильм получился таким прекрасным и нестареющим потому, что вся группа работала на необычайном воодушевлении, на съёмочной площадке царило согласие и желание сделать настоящую сказку, сказку на все времена. Что в итоге и получилось». Для самой Даниэлы это был особенный период — она ждала малыша, поэтому испытывала особое внимание со стороны коллег. Сложный трюк с падением саней с Мачехой и дочерью в полынью исполнили каскадёры; актрисы в этой сцене не участвовали[4].
- Режиссёр Вацлав Ворличек также вспоминал о работе над фильмом: «Либуше Шафранкова — прекрасная наездница. Она очень хорошо держалась в седле и во всех сценах с конём Юрашеком снималась сама. Лишь в одном эпизоде, где в лесу Юрашек перескакивает через поваленное дерево, актрису подменили каскадёром, так как побоялись рисковать здоровьем главной героини. В отличие от Либуше, Павел Травничек и его „дружки“ по фильму В. Яндак и Я. Дрбоглав совсем не имели представления о работе с лошадьми и умении держаться в седле. Но благодаря собственной самоотверженности с успехом овладели всеми премудростями наездников»[5]. Вацлав Ворличек — создатель многих фильмов чехословацкого кинематографа, но всё-таки особо выделяет фильм «Три орешка для Золушки» и считает его лучшей своей работой.
- Накануне 30-летнего юбилея киносказки репортёры смогли взять небольшое интервью у Либуше Шафранковой, которая крайне редко идёт на контакт с прессой. По поводу фильма актриса рассказывала: «Я думаю, что любая девочка и девушка хочет найти в себе Золушку. Каждая из них в душе немного Золушка. На съёмках фильма было очень холодно, так как мы носили костюмы, не предназначенные для зимы. Первоначально фильм должен был сниматься летом. В начале работы снега практически не было, но в финале его выпало столько, что Павел (актёр Павел Травничек) в заключительной сцене почти утонул в снегу вместе с конём. Я счастлива, что наша работа так нравится зрителям»[6].
- Во многих странах Европы, например, в Чехии, Германии и Норвегии, эту сказку уже более 30 лет каждый год традиционно показывают по телевидению на Рождество. Например, в Германии на Рождество и новогодние праздники 2012/2013 года фильм был показан 14 раз.
- Существуют украинские конфеты «Горішки для Попелюшки».
- В Чехии был признан лучшим сказочным фильмом XX века.

## Производство
- Сценарий фильма написал драматург и сценарист Франтишек Павличек, но так как после начала нормализации ему было запрещено заниматься своей деятельностью, в титрах вместо него автором сценария указана Богумила Зеленкова[7].
- Песню «Kdepak ty, ptáčku, hnízdo máš?» (с чеш. — «А где твоё гнездо, птичка?»), являющуюся также и главной музыкальной темой фильма, исполнил чехословацкий эстрадный певец Карел Готт. Автором музыки к фильму был чехословацкий композитор Карел Свобода (слова — Йиржи Штайдл[чеш.]). В немецкой версии фильма песня К. Готта не исполняется, звучит лишь музыкальная тема.
- Создавая костюмы для фильма, художник по костюмам Теодор Пиштек взял за основу моду эпохи Возрождения, а также картины Брейгеля, на которых изображена зима. В настоящее время костюмы хранятся в музее киностудии «Баррандов» в Праге, их часто демонстрируют на различных выставках в Чехии и Германии[8].

## Реставрация
В конце 2010 года немецкий вариант фильма был полностью отреставрирован — был произведён рескан плёнки, устранение дефектов (царапин), осуществлён перевод в формат Full HD, обновлено качество звука. После реставрации фильм был выпущен на Blu-ray Disc, в одной из версий издания которого был размещён ранее утерянный[кем?] советский дубляж, сделанный в 1975 году на киностудии «Ленфильм». В работе над советским дубляжем принимали участие автор сценария русского текста Анатолий Серобабин, режиссёр дубляжа Иосиф Гиндин, актёры Людмила Старицына (роль Золушки), Юрий Соловьёв (роль Принца), Игорь Дмитриев (роль Короля), Роза Балашова, Игорь Ефимов, Александр Липов, Анатолий Столбов.
В 2016 году чешская версия фильма также была отреставрирована.